# David Hall (governador do Oklahoma)
David Hall (20 de outubro de 1930) é um político norte-americano que foi governador do estado de Oklahoma, no período de 1971 a 1975, pelo Partido Democrata.